# Nicolas Desliens

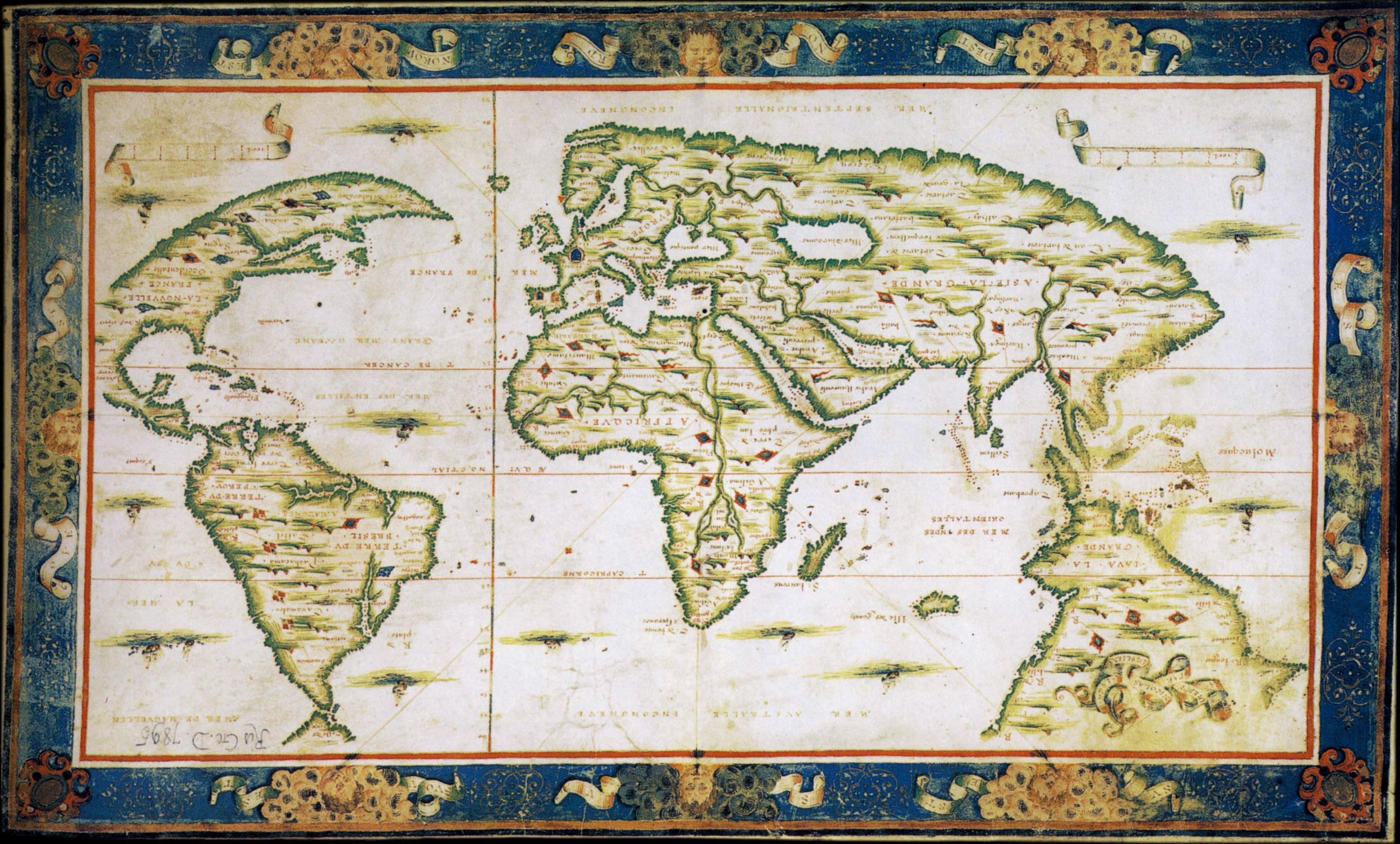
Mappa del 1566

Nicolas Desliens (fl. XVI secolo) è stato un cartografo francese. appartenente alla celebre scuola cartografica di Dieppe. Le sue mappe, datate tra il 1541 e il 1566, sono tra le più dettagliate del periodo e riflettono le conoscenze geografiche dell'epoca, influenzate dalle esplorazioni francesi in Nord America, Africa e Asia.

## Biografia
Si hanno poche informazioni sulla vita di Nicolas Desliens, ma la sua attività è documentata a Dieppe, un importante centro della cartografia francese rinascimentale. Dieppe era un punto di riferimento per la produzione di mappe marittime dettagliate, che incorporavano informazioni raccolte dai navigatori francesi nelle loro esplorazioni.
Desliens è noto per aver realizzato diverse mappe del mondo, spesso caratterizzate da una visione geografica avanzata rispetto alla conoscenza europea del tempo. Alcuni studiosi ritengono che il suo lavoro sia stato influenzato dalle relazioni con esploratori francesi attivi in Brasile e in Nord America, oltre che dalle fonti cartografiche portoghesi.

## Opere principali

### Planisfero del 1541
Una delle prime mappe attribuite a Desliens è il planisfero del 1541. Questa carta rappresenta con notevole dettaglio le coste del Nord America, evidenziando una conoscenza avanzata della regione canadese. Inoltre, mostra un'interessante rappresentazione dell'Asia e dell'Oceano Pacifico, segno dell'influenza delle esplorazioni portoghesi e francesi.

### Mappa del 1566
L'opera più celebre di Desliens è il planisfero del 1566, conservato presso la Biblioteca del Congresso degli Stati Uniti. Questa mappa rappresenta il mondo con dettagli significativi sulle coste dell'America settentrionale e del Sud-est asiatico. La sua rappresentazione dell'Africa e dell'Asia è particolarmente accurata per l'epoca, suggerendo che Desliens avesse accesso a fonti di informazione non comuni tra i cartografi francesi.

## Caratteristiche delle mappe di Desliens
Le carte di Desliens si distinguono per:
- Influenza delle esplorazioni francesi: evidenziano una conoscenza dettagliata delle Americhe, specialmente del Canada e del Brasile, aree di grande interesse per la Francia.[6]
- Elementi cartografici avanzati: mostrano una fusione di conoscenze europee e indigene, con un'attenzione particolare alle coste e alle vie di navigazione.[6]
- Influenza portoghese: alcune sezioni delle sue mappe suggeriscono un accesso a informazioni riservate sulle esplorazioni portoghesi, in particolare per l'Asia e l'Africa.[6]